# Alimentation forcée
L'alimentation forcée ou nutrition artificielle est un gavage pratiqué sur des personnes en danger de mort en raison d'une grève de la faim, ce qui est prohibé par la Déclaration de Tokyo de 1975 et la Déclaration de Malte de 1991 de l'Association médicale mondiale qui interdisent toutes deux le recours au gavage sur des personnes capables de consentement éclairé et de discernement ; ce procédé est aussi employé sur les personnes avec un trouble de l'alimentation ou d'autres troubles psychiques, auquel cas il est considéré comme traitement involontaire.
Des difficultés en matière d'éthique médicale apparaissent quand le gavage est autorisé et que celui-ci est en contradiction avec les droits de l'homme,. 

## Complications médicales
L’alimentation forcée en soi n’est pas un acte anodin, car il est associé à des complications médicales graves (rupture d’œsophage ou gastrique, infections, syndrome de renutrition) et perturbe gravement la relation de confiance que les services de santé en prison s’efforcent d’établir en respectant notamment les droits des patients. 

## Problèmes éthiques

### Alimentation forcée sur prisonniers politiques et patients capables de discernement
Les droits de l'homme considèrent qu’une personne capable de discernement et libre de son choix a le droit de mettre sa vie en jeu et ceci même pour faire pression sur la justice ou le pouvoir politique. L’alimentation forcée chez un patient capable de discernement est incompatible avec la déontologie médicale est jugée comme un acte de torture par la Cour européenne des droits de l’homme.
En Suisse, en automne 2010, le tribunal cantonal valaisan ordonnait à un médecin pénitentiaire genevois d’alimenter de force un patient valaisan  en grève de la faim, sous menace de sanctions pénales. Le médecin ayant refusé d’exécuter cet ordre, a fait appel au Tribunal fédéral. Son refus a été confirmé par des arguments éthiques et juridiques et a abouti à l’interruption de la grève de la faim par le patient fin 2010, puis à la décision du Tribunal fédéral début 2011 de radier la procédure.   
En 2017, le tribunal régional supérieur de Munich a accordé à un homme une compensation pour douleur et souffrance, dont le père a été gavé de force pendant cinq ans, même s'il était déjà complètement et irréversiblement dément. L'homme avait poursuivi le médecin de famille du père.  La Cour fédérale de justice a annulé le jugement en avril 2019 au motif que la survie ne pouvait pas être préjudiciable.  
Le gavage de prisonniers a été légitimé par l'État d'Israël après une augmentation des grèves de la faim en 2013, ce qui a été dénoncé notamment par les Rapporteurs des nations unies qui ont souligné que « la façon de mettre fin à une grève de la faim n’est pas d’imposer l’alimentation aux grévistes mais de remédier aux violations des droits humains sous-jacentes contre lesquelles les prisonniers protestent »,,.

### Alimentation forcée dans les cas d'urgence médicale ou sur des patients considérés incapables de consentement éclairé
Les prisonniers qui jeûnent et qui souffrent de troubles mentaux ou qui sont incapables de jugement rationnel et de prise de décision ne peuvent être considérés comme de véritables grévistes de la faim, quelles que soient leurs propres revendications. Par conséquent, les patients qui, par exemple, tentent de se laisser mourir de faim en raison d'une dépression extrême sont automatiquement exclus.
Dans le cas des personnes avec un trouble de l'alimentation, on a argué du caractère légitime de l'alimentation forcée au nom du respect du droit à la vie pour des personnes considérées comme inaptes au consentement éclairé, cependant, l'examen juridique de cas d'alimentation forcée semble montrer qu'un traitement prolongé est susceptible de provoquer un stress mental mettant lui-même en danger la personne. La problématique rejoint celle du caractère éthique du traitement involontaire en général